# Minkhâf
Minkhâf est un fils de Khéops, vizir de son frère Khéphren.
Minkhâf porte les titres de fils aîné du roi, juge en chef et vizir.

## Généalogie
Minkhâf est l'un des fils du roi Khéops et peut-être de la reine Hénoutsen.
Minkhâf a une femme et au moins un fils, mais leurs noms ne sont pas connus,.

## Sépulture
Minkhâf a été enterré dans le double mastaba numéroté G 7430-7440 dans le domaine de l'Est, qui fait partie de la nécropole de Gizeh. La construction du mastaba a commencé pendant le règne de son père Khéops. Le mastaba est composé d'une chapelle intérieure et d'une chapelle extérieure de quatre chambres. Une des chambres a été construite pour abriter au moins quatre statues. Les niches sont assez grandes pour contenir les statues debout ; elles ont été inscrites avec le nom et les titres de Minkhâf.
Deux lieux d'inhumation ont été trouvés, étiquetés G 7430 A et G 7430 B :
- Le G 7430 A contenait un sarcophage de Minkhâf ; le cercueil a été trouvé dans une fosse située sur le côté ouest de la chambre funéraire. Une fosse où les vases canopes ont été stockés était située dans le coin sud-est de la chambre funéraire. Le sarcophage de Minkhâf est maintenant au musée égyptien du Caire.
- Le G 7430 B appartient à l'épouse de Minkhâf, mais la structure étant inachevée, il semble ne pas avoir été utilisé[3].